# Basananthe longifolia
Basananthe longifolia là một loài thực vật có hoa trong họ Lạc tiên. Loài này được (Harms) R.Fern. & A.Fern. mô tả khoa học đầu tiên năm 1978.